# Pere Pau Veciana i Pastoret
Pere Pau Veciana i Pastoret (Valls, 29 de juny de 1787 - Valls, 12 d'octubre de 1854) fou el cinquè comandant en cap de les Esquadres de Catalunya, darrer de la nissaga Veciana. Era fill de Pere Màrtir Veciana i de Miró. En l'escalafó militar, va arribar al grau de coronel.
Després de la reorganització del cos, aprovada per Ferran VII el 1827, Pere Màrtir Veciana i de Miró sortí a rebre a aquest monarca a Tarragona, i el rei, altament satisfet del patriotisme, lleialtat i valor amb què el cos de mossos de l'esquadra sempre havia servit la pàtria, nomenà a Pere Màrtir tinent del rei de la plaça de Tarragona, i al seu fill Pere Pau li donà el càrrec de comandant en cap de les Esquadres de Catalunya, en substitució del seu pare.

Per qüestions polítiques, el nou comandant es posà en desacord amb el comte d'Espanya, per raó d'alguns serveis que aquest general obligava fer als mossos i que Veciana opinava que no eren de la seva incumbència. Això motivà que el 1836 Veciana renunciés a la comandància, per a ell i per als seus descendents. I escriu el coronel Oller, en el seu Resumen histórico de las Escuadras de Cataluña (Barcelona, 1925):
| « | No obstant, els descendents actuals de la branca que no renuncià, de la casa Veciana, si mostren disconformes amb la determinació de En Pere Pau, el qual, al renunciar al comanament, feu renuncia d'un dels més apreciats honors dels Veciana, trencant la tradició de família i separant-la d'un organisme que havia nascut en la casa pairal de l'abnegat i il·lustre batlle de Valls. | » |